# 廣元路 (上海)

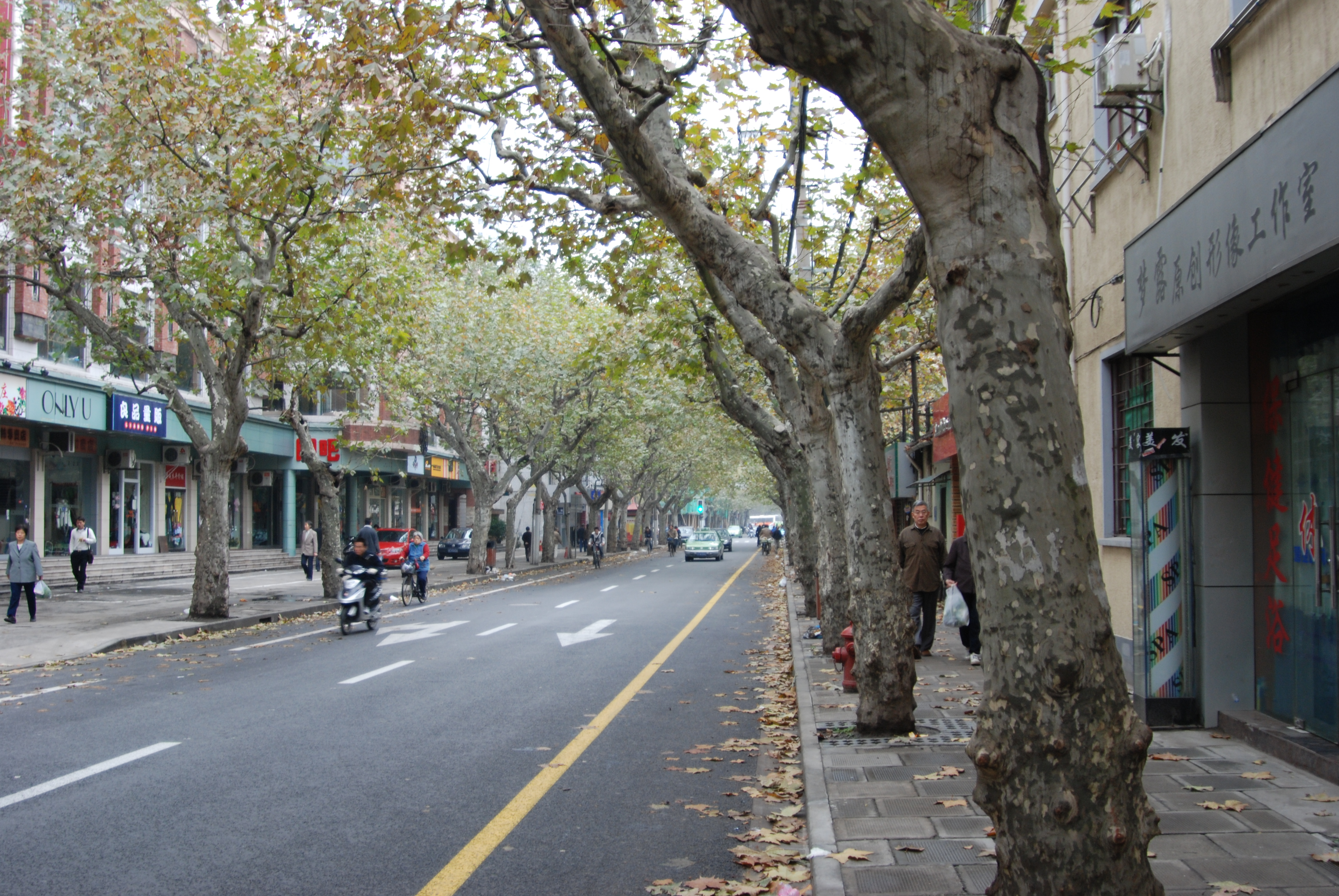
广元路街景

广元路是中華人民共和國上海市徐汇区一條東西走向道路，西起华山路，东至衡山路，全长603米，宽15米至16.2米，道路修建於中華民国7年至10年（1918年至1921年），路名為台斯德郎路（Route Picard Destelan），一作铁士兰路，路名來自於中国邮政总办的一位法国人。中華民国32年（1943年）更名為廣元路，路名來自於四川广元。